# Shep Messing
Shep Norman Messing (El Bronx; 9 de octubre de 1949) es un exfutbolista estadounidense que jugó como portero.

## Trayectoria
Formado en los equipos de fútbol de la Universidad de Nueva York y de la Universidad de Harvard, en 1973 fue fichado por el NY Cosmos. En dos temporadas de militancia, su mejor colocación fue llegar a semifinales en la temporada 1973.
En el campeonato de 1975 pasó al Boston Minutemen, con quien ganó su grupo pero paró en los cuartos de final de los playoffs. Durante la siguiente temporada regresó al Cosmos, con el que alcanzó los cuartos de final del torneo.
En el siguiente campeonato ganó el torneo con su equipo, superando en la final disputada como titular al Seattle Sounders. Liberado por el entrenador del Cosmos Eddie Firmani, en la temporada de 1978 se mudó a los Oakland Stompers, con un salario récord de 100.000 dólares para un futbolista nativo americano.
Tras su experiencia californiana, en la temporada de 1979 fichó por los Rochester Lancers, con los que no consiguió superar la fase de grupos del torneo. Paralelamente y posteriormente al fútbol, se dedicó al fútbol sala, ganando cuatro títulos de la MISL con los New York Arrows.

## Selección nacional
Jugó con el equipo de Estados Unidos en los Juegos Olímpicos de 1972 en Múnich. Estados Unidos terminó 0-2-1 en la fase de grupos y no logró clasificarse para la segunda ronda.

### Participaciones en Juegos Olímpicos
| Torneo                   | Sede   | Resultado    |
| ------------------------ | ------ | ------------ |
| Juegos Olímpicos de 1972 | Múnich | Primera fase |

## Clubes
| Club                       | País           | Año       |
| -------------------------- | -------------- | --------- |
| New York Cosmos            | Estados Unidos | 1973-1974 |
| Boston Minutemen           | Estados Unidos | 1975-1976 |
| New York Cosmos            | Estados Unidos | 1976-1977 |
| Oakland Stompers           | Estados Unidos | 1978      |
| New York Arrows            | Estados Unidos | 1978-1984 |
| Rochester Lancers (cesión) | Estados Unidos | 1979      |
| New York Cosmos            | Estados Unidos | 1984      |
| Pittsburgh Spirit          | Estados Unidos | 1984-1985 |
| New York Express           | Estados Unidos | 1986-1987 |

## Palmarés

### Títulos nacionales
| Título                       | Equipo          | País           | Año  |
| ---------------------------- | --------------- | -------------- | ---- |
| North American Soccer League | New York Cosmos | Estados Unidos | 1977 |

### Distinciones individuales
| Distinción                                           | Año     |
| ---------------------------------------------------- | ------- |
| Jugador más valioso de la Major Indoor Soccer League | 1978-79 |